# 长棘宽吻鲀
长棘宽吻鲀（学名：Amblyrhynchotes spinosissimus）为鲀科宽吻鲀属的鱼类。分布于非洲东岸以达东伦敦以及广东沿岸等。该物种的模式产地在Malba。